# Liste der denkmalgeschützten Objekte in Vranov nad Topľou
Die Liste der denkmalgeschützten Objekte in Vranov nad Topľou enthält die 28 nach slowakischen Denkmalschutzvorschriften geschützten Objekte in der Gemeinde Vranov nad Topľou im Okres Vranov nad Topľou.

## Denkmäler
| Foto |                 | Denkmal / č. ÚZPF                                | Standort / Konskr. Nr.                                           | Offizielle Beschreibung           | Beschreibung | Metadaten                                                               |
| ---- | --------------- | ------------------------------------------------ | ---------------------------------------------------------------- | --------------------------------- | ------------ | ----------------------------------------------------------------------- |
|      | Datei hochladen | Siedlung(sk) ObjektID: 713-4776/0                | KG: Čemerné Konskr.Nr.:                                          | monokultúrne                      |              | č. NKP: 713-4776/0 Stand des NKP: 2012-02-08 Name: SÍDLISKO             |
|      | Datei hochladen | Siedlung(sk) ObjektID: 713-4777/0                | KG: Čemerné Konskr.Nr.:                                          | monokultúrne; Arch.lok.-sídlisko  |              | č. NKP: 713-4777/0 Stand des NKP: 2012-02-08 Name: SÍDLISKO             |
|      | Datei hochladen | Siedlung(sk) ObjektID: 713-4778/0                | KG: Čemerné Konskr.Nr.:                                          | viackultúrne; Arch.lok.-sídlisko  |              | č. NKP: 713-4778/0 Stand des NKP: 2012-02-08 Name: SÍDLISKO             |
|      | Datei hochladen | Siedlung(sk) ObjektID: 713-4779/0                | KG: Čemerné Konskr.Nr.:                                          | viackultúrne; Arch.lok.-sídlisko  |              | č. NKP: 713-4779/0 Stand des NKP: 2012-02-08 Name: SÍDLISKO             |
|      | Datei hochladen | Siedlung(sk) ObjektID: 713-4780/0                | KG: Čemerné Konskr.Nr.:                                          | viackultúrne; Arch.lok.-sídlisko  |              | č. NKP: 713-4780/0 Stand des NKP: 2012-02-08 Name: SÍDLISKO             |
|      | Datei hochladen | Siedlung(sk) ObjektID: 713-4781/0                | KG: Čemerné Konskr.Nr.:                                          | viackultúrne                      |              | č. NKP: 713-4781/0 Stand des NKP: 2012-02-08 Name: SÍDLISKO             |
|      | Datei hochladen | Kirche(sk) ObjektID: 713-68/0                    | Čemernianska ul. 296 KG: Čemerné Konskr.Nr.:                     | gr.k.Nanebovzatia P.M.            |              | č. NKP: 713-68/0 Stand des NKP: 2012-02-08 Name: KOSTOL                 |
|      | Datei hochladen | Kirche(sk) ObjektID: 713-67/0                    | Čemernianska ul. 530 KG: Čemerné Konskr.Nr.:                     | r.k.sv.Anny a Joachyma            |              | č. NKP: 713-67/0 Stand des NKP: 2012-02-08 Name: KOSTOL                 |
|      | Datei hochladen | Siedlung(sk) ObjektID: 713-1967/0                | Lomnická ul. 0 KG: Čemerné Konskr.Nr.:                           | skúmané                           |              | č. NKP: 713-1967/0 Stand des NKP: 2012-02-08 Name: SÍDLISKO             |
|      | Datei hochladen | Burg(sk) ObjektID: 713-10773/0                   | Daxnerova ul. 3 KG: Vranov nad Topľou Konskr.Nr.: 88             | skúmané čiastočne; Hrad vodný     |              | č. NKP: 713-10773/0 Stand des NKP: 2012-02-08 Name: HRAD                |
|      | Datei hochladen | Statue(sk) ObjektID: 713-4759/0                  | Dukelských hrdinov ul. 1005 KG: Vranov nad Topľou Konskr.Nr.:    | sv.Ján Nepomucký                  |              | č. NKP: 713-4759/0 Stand des NKP: 2012-02-08 Name: SOCHA                |
|      | Datei hochladen | jüdischer Friedhof(sk) ObjektID: 713-107/0       | Lesná ul. 0 KG: Vranov nad Topľou Konskr.Nr.:                    | Býv.židovský cintorín             |              | č. NKP: 713-107/0 Stand des NKP: 2012-02-08 Name: CINTORÍN ŽIDOVSKÝ     |
|      | Datei hochladen | Wasserkraftwerk(sk) ObjektID: 713-4356/0         | Mlynská ul. 81 KG: Vranov nad Topľou Konskr.Nr.: 1477            | elektrický                        |              | č. NKP: 713-4356/0 Stand des NKP: 2012-02-08 Name: MLYN ELEKTRICKÝ      |
|      | Datei hochladen | Wasserkraftwerk(sk) ObjektID: 713-4357/0         | Němcovej B. ul. 20 KG: Vranov nad Topľou Konskr.Nr.: 1153        | elektrický; Samov mlyn            |              | č. NKP: 713-4357/0 Stand des NKP: 2012-02-08 Name: MLYN ELEKTRICKÝ      |
|      | Datei hochladen | Siedlung(sk) ObjektID: 713-1966/1                | Rázusova a Pribinova ul. KG: Vranov nad Topľou Konskr.Nr.:       | viackultúrne                      |              | č. NKP: 713-1966/1 Stand des NKP: 2012-02-08 Name: SÍDLISKO             |
|      | Datei hochladen | Statuengruppe auf Säule(sk) ObjektID: 713-1256/0 | Slobody nám. KG: Vranov nad Topľou Konskr.Nr.:                   | P.M.a Ján Nepomucký               |              | č. NKP: 713-1256/0 Stand des NKP: 2012-02-08 Name: SÚSOŠIE NA STĹPE     |
|      | Datei hochladen | Denkmal(sk) ObjektID: 713-4366/0                 | Slobody nám. KG: Vranov nad Topľou Konskr.Nr.:                   | sov.armáda                        |              | č. NKP: 713-4366/0 Stand des NKP: 2012-02-08 Name: POMNÍK               |
|      | Datei hochladen | Brunnen(sk) ObjektID: 713-4376/0                 | Slobody nám. KG: Vranov nad Topľou Konskr.Nr.:                   |                                   |              | č. NKP: 713-4376/0 Stand des NKP: 2012-02-08 Name: FONTÁNA              |
| ja   | Datei hochladen | Paulinenkloster(sk) ObjektID: 713-105/1          | Slobody nám. 131 Standort KG: Vranov nad Topľou Konskr.Nr.: 1496 | paulínsky                         |              | č. NKP: 713-105/1 Stand des NKP: 2012-02-08 Name: KLÁŠTOR PAULÍNOV      |
| ja   | Datei hochladen | Kirche(sk) ObjektID: 713-105/2                   | Slobody nám. 127 Standort KG: Vranov nad Topľou Konskr.Nr.: 2574 | r.k.Narodenia P.M.; paulínsky     |              | č. NKP: 713-105/2 Stand des NKP: 2012-02-08 Name: KOSTOL                |
|      | Datei hochladen | Grabstein(sk) ObjektID: 713-105/3                | Slobody nám. 127 KG: Vranov nad Topľou Konskr.Nr.: 2574          | kameň; Almássy Ferencné           |              | č. NKP: 713-105/3 Stand des NKP: 2012-02-08 Name: NÁHROBOK              |
|      | Datei hochladen | denkmalgeschütztes Haus(sk) ObjektID: 713-1384/1 | Slobody nám. 147 KG: Vranov nad Topľou Konskr.Nr.: 96            | Daxner C.; 1904-1945,právnik      |              | č. NKP: 713-1384/1 Stand des NKP: 2012-02-08 Name: DOM PAMÄTNÝ          |
|      | Datei hochladen | Gedenktafel(sk) ObjektID: 713-1384/2             | Slobody nám. 147 KG: Vranov nad Topľou Konskr.Nr.: 96            | Daxner C.; 1904-1945,právnik      |              | č. NKP: 713-1384/2 Stand des NKP: 2012-02-08 Name: TABUĽA PAMÄTNÁ       |
|      | Datei hochladen | Denkmal(sk) ObjektID: 713-4367/0                 | Sovietskej armády nám. 0 KG: Vranov nad Topľou Konskr.Nr.:       | padlí v SNP                       |              | č. NKP: 713-4367/0 Stand des NKP: 2012-02-08 Name: POMNÍK               |
|      | Datei hochladen | aufgelassene Kirche(sk) ObjektID: 713-1965/1     | Štefánikova ul. KG: Vranov nad Topľou Konskr.Nr.:                | skúmané; Základy kostola+cintorín |              | č. NKP: 713-1965/1 Stand des NKP: 2012-02-08 Name: KOSTOL ZANIKNUTÝ     |
|      | Datei hochladen | CINTORÍN PRÍKOSTOLNÝ ObjektID: 713-1965/2        | Štefánikova ul. KG: Vranov nad Topľou Konskr.Nr.:                | skúmané; príkostolný cintorín     |              | č. NKP: 713-1965/2 Stand des NKP: 2012-02-08 Name: CINTORÍN PRÍKOSTOLNÝ |
|      | Datei hochladen | Kirche(sk) ObjektID: 713-4753/0                  | Štefánikova ul. 210 KG: Vranov nad Topľou Konskr.Nr.:            | ref.                              |              | č. NKP: 713-4753/0 Stand des NKP: 2012-02-08 Name: KOSTOL               |
|      | Datei hochladen | Siedlung(sk) ObjektID: 713-4775/0                | Štúrova ul. 0 KG: Vranov nad Topľou Konskr.Nr.:                  | skúmané; Arch.lok.-sídlisko       |              | č. NKP: 713-4775/0 Stand des NKP: 2012-02-08 Name: SÍDLISKO             |

## Legende
Die Tabelle enthält im Einzelnen folgende Informationen:
| Foto:                    | Fotografie des Denkmals. |
| Denkmal / č. ÚZPF:       | Die Übersetzung der Bezeichnung des Denkmals, wie sie vom Slowakischen Denkmalamt (Pamiatkový úrad Slovenskej republiky) verwendet wird. Die Originalbezeichnung ist unter dem Fragezeichen angegeben. Fehlt die Übersetzung, so wird die Originalbezeichnung direkt angezeigt. Weiters ist die Objekt-Identifikationsnummer (Objekt ID) angeführt. Sie ist die offizielle, in der Slowakei eindeutige Nummer č. ÚZPF inklusive der zugehörigen Zählnummer, wie sie in den Daten des Denkmalamtes angegeben wird. Da diese nur innerhalb eines Landkreises gezählt wird, ist dessen Nummer der Denkmalnummer vorangestellt. |
| Standort:                | Wenn in der Liste vorhanden, ist die Adresse angegeben. In Klammern kann sich noch eine zusätzliche Adresse befinden, wenn es beispielsweise ein Eckhaus ist. Bei freistehenden Objekten ohne Adresse (zum Beispiel bei Bildstöcken) ist eine Adresse angegeben, die in der Nähe des Objekts liegt. Durch Aufruf des Links Standort wird die Lage des Denkmals in verschiedenen Kartenprojekten angezeigt. Darunter sind die Katastralgemeinde (KG) und, wenn vorhanden, die Konskriptionsnummer (Konskr. Nr.) angegeben.                                                                                                   |
| Offizielle Beschreibung: | Es ist die Kurzbeschreibung auf Slowakisch, wie sie in den offiziellen Listen angegeben ist, eingetragen. |
| Beschreibung:            | Kurze Angaben zum Denkmal auf Deutsch. |
| Metadaten:               | Zusätzlich werden, wenn in den persönlichen Einstellungen das Helferlein Dauerhaftes Einblenden von Metadaten aktiviert ist, ebensolche angezeigt. |

- Karte mit allen Koordinaten:
- OSM |
- WikiMap